# Armie III Rzeszy
Armie III Rzeszy – wyższe niemieckie związki operacyjne tworzone w latach 1939–1945. Składały się zwyczajowo z:
- 1-6 korpusów armijnych,
- innych podległych jednostek (korpusów SS i zagranicznych, pojedynczych dywizji, brygad, wyższych dowództw, itp)
- jednostek armijnych (wyższych dowództw artylerii, oddziałów tyłowych, dowództw oddziałów zaopatrzeniowych, pułku łączności, czasem także pułku uzupełnień, batalionu/pułku szturmowego, oddziałów propagandowych, żandarmerii, kartograficznych, itp)

W ciągu II wojny światowej utworzono następujące armie
- 1 Armia
- 2 Armia
- 3 Armia
- 4 Armia
- 5 Armia
- 6 Armia
- 7 Armia
- 8 Armia
- 9 Armia
- 10 Armia
- 11 Armia
- 12 Armia
- 14 Armia
- 15 Armia
- 16 Armia
- 17 Armia
- 18 Armia
- 19 Armia
- 21 Armia
- 24 Armia
- 25 Armia
- Armia Laponia
- Armia Liguria
- Armia Prusy Wschodnie
- Armia Norwegia

Ponadto utworzono 2 armie górskie
- Armia „Norwegen”
- 20 Armia Górska

Jedną armię spadochronową
- 1 Armia Spadochronowa

Kilka armii pancernych (różne nomenklatury)
- 1 Armia Pancerna
- 2 Armia Pancerna
- 3 Armia Pancerna
- 4 Armia Pancerna
- 5 Armia Pancerna
- 6 Armia Pancerna (6 Armia Pancerna SS)
- 11 Armia Pancerna (11 Armia Pancerna SS)
- Niemiecki Korpus Afryki (Deutsches Afrika Korps)